# ESO 386-39
ESO 386-39 (również PGC 53409) – galaktyka spiralna z poprzeczką położona w gwiazdoziobrze Centaura. Jej przesunięcie ku czerwieni szacowane jest na z=0,009357. W galaktyce tej zaobserwowano supernową SN 2012J.